# Ware-i Vilmos
Ware-i Vilmos (latinul: Guillelmus de Wara, angolul: William of Ware), (? – 1300 után) középkori angol teológus.
Middletoni Richárd kortársa volt, és egy Szentencia-kommentárt írt. Ebben elhagyta az isteni megvilágosodás Szent Ágoston-féle értelmezését; egyben feltételezi, hogy a léleknek rendelkeznie kell az értelmi megismerés gyakorlásához szükséges képességekkel.

## Bővebb irodalom
- Étienne Gilson: A középkori filozófia története. Budapest: Kairosz Kiadó. 2015.  ISBN 9789636627850 , 491–492. o.